# Sanremo
Sanremo este un oraș din Provincia Imperia, Liguria în nord-vestul Italiei, situat pe țărmul Mării Mediterane. Se află la o altitudine de 15 m deasupra nivelului mării. Are o suprafață de 55,96 km². Populația este de 52.787 locuitori, determinată în 1 ianuarie 2023. Este una din cele mai importante stațiuni de pe Riviera italiană.
Sanremo este locul desfășurării Festivalului anual de muzică italiană. Printre obiectivele turistice importante ale orașului se numără vila Nobel (1870), grădina Zirio (sec. XIX), muzeul orășenesc, catedrala San Siro (sec. XII), parcul și vila Ormond (sec. XIX), pinacoteca Rambaldi ș.a.

## Personalități născute aici
- Amilcare Rambaldi (1911 - 1995), politician, activist cultural;
- Tiziana Pini (n. 1958), actriță;
- Matteo Arnaldi (n. 2001), tenismen.

## Localități înfrățite
- Helsingør, Regiunea Hovedstaden
- Tortona, Provincia Alessandria din  2010
- Atami, Prefectura Shizuoka din  1976
- Karlskoga, Örebro län

## Demografie
Sanremo - evoluția demografică

|  | Graficele sunt indisponibile din cauza unor probleme tehnice. Mai multe informații se găsesc la Phabricator și la wiki-ul MediaWiki. |

Date: Recensăminte sau birourile de statistică - grafică realizată de Wikipedia